# 泰米尔婆罗米文
泰米尔婆罗米文 是印度南部婆罗米文的一种变体，曾用于书写古泰米尔语。从古文字和地层学视角来看，泰米尔婆罗米文的年代在公元前3-1世纪之间，是泰米尔纳德邦、喀拉拉邦、安得拉邦及斯里兰卡等地已知最早的文字。在洞穴入口、石床、瓮棺、硬币、印章和戒指上都发现了泰米尔婆罗米文铭文。
泰米尔婆罗米文与印度次大陆其他地方发现的铭文婆罗米文类似，如安得拉邦出土的阿育王诏书。它在几个字母上增加了普拉克里特诸语言中没有的音，如ṉ ṟ ṛ ḷ。元音附标文字中，不加变音符的辅音字母应是带一个元音a的，而在许多铭文中，辅音不带这个原有的元音；阿育王铭文中，表示长ā的变音符既可以即表示长ā，也可以表示a。这样的现象在早期印度文字中仅见于泰米尔婆罗米文和巴提普鲁文，但泰米尔婆罗米文并没有巴提普鲁文中gh那样的字母组合。这应是出于依照达罗毗荼语音系进行的改造，达罗毗荼语的单词通常以辅音结尾，而普拉克里特诸语言中则不存在这种情况。据Mahadevan所说，在泰米尔婆罗米文的最早阶段，辅音字母带不带固有元音是不确定的，很多时候会如上所述被丢弃。后来，泰米尔婆罗米文又恢复了元音附标文字标准的固有元音模式。
据Kamil Zvelebil，泰米尔婆罗米文后来演变出瓦泰卢杜文和泰米尔文。

## 起源

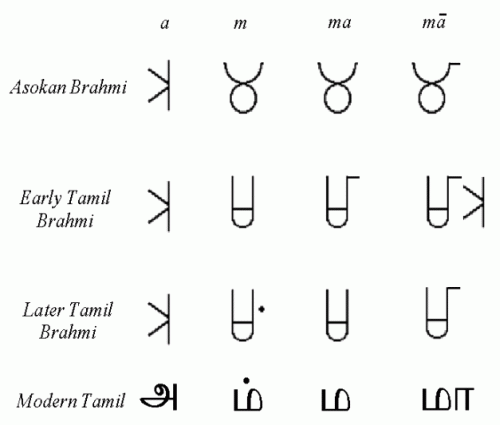
用泰米尔婆罗米文拼写“母亲”（泰米尔语中为“Amma”）-注意比较字母“ma”（第三个字母）和“maa”（第四个字母）。“Amma”这个词不含第三个字母- 'A' + 'm' + 'mā' - அ + ம்+ மா

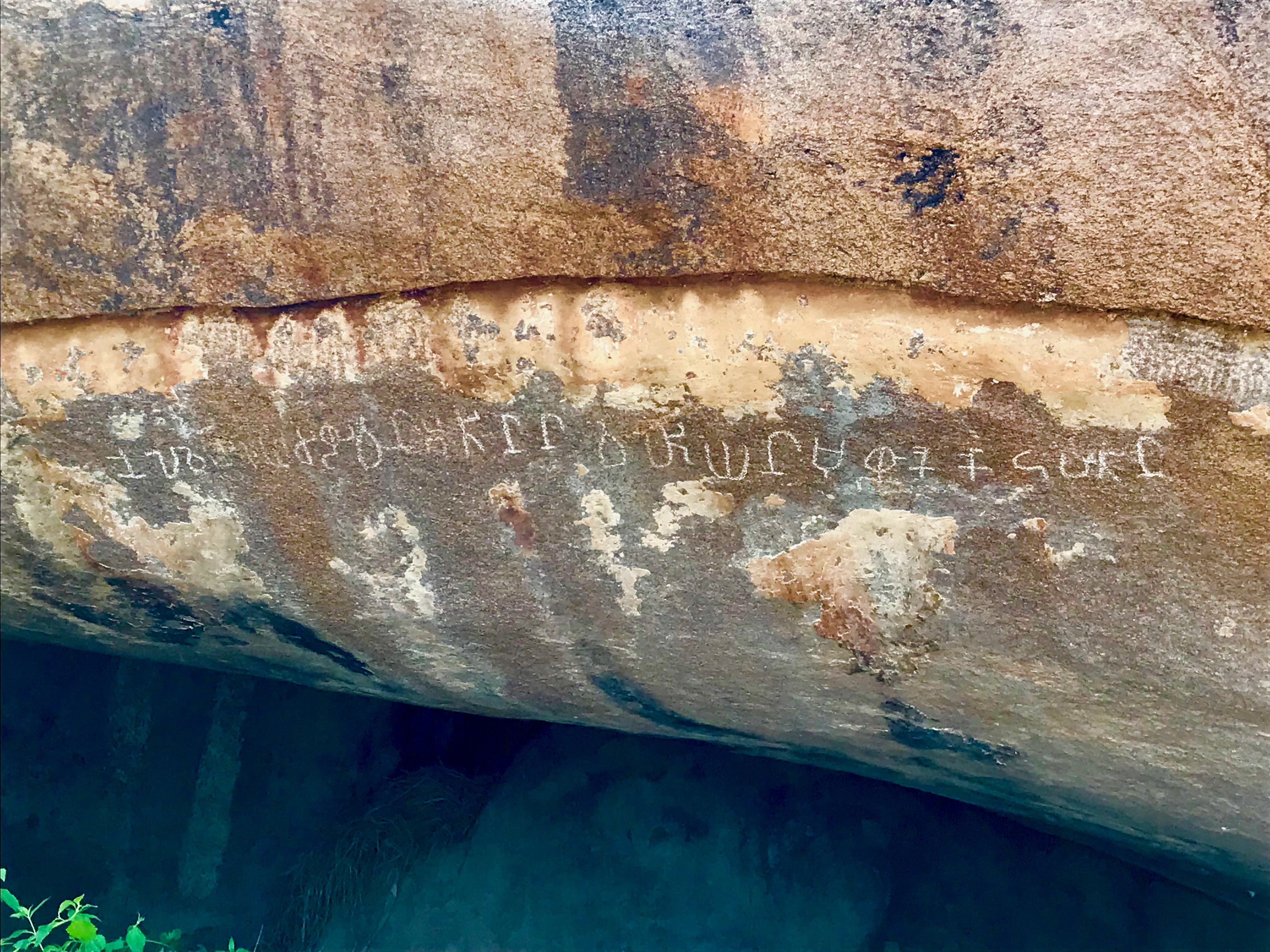
马杜赖Arittapatti出土的公元前2世纪泰米尔婆罗米文铭文。泰米尔纳德邦在公元前三至一世纪一度成为婆罗米文铭文的主要出土地之一。

### 早期泰米尔文
耆那教《Samavayanga经》和《Pannavana经》中，提到了一种用于书写泰米尔语的文字Damili，它是18种梵书中的第17种。相似地，大乘佛教经典《佛说普曜经·现书品》将达罗毗荼文（陀罗书）和泰米尔婆罗米文（度亲书）列为释迦牟尼幼时从吠陀学校的上师那里学到的64种文字中的两种。这些早期泰米尔文与耆那教、佛教文献中提到的这些文字的关系，目前还不清楚。Mahadevan在1974年之前的工作中，从泰米尔纳德邦的约21座遗址中发现了76个泰米尔婆罗米文铭文，Kamil Zvelebil称这些铭文与早期泰米尔吟游诗中发现的内容“存在明显的关联”。Nagaswamy在其出版物中把泰米尔婆罗米文视为Damili文的同义词。
泰米尔纳德邦考古遗址中发现的带刻符的陶片、硬币等文物大都带涂鸦与铭文。例如，从Kodumanal发现的陶片上有一些记号，根据地层分析，其年代约是公元前4世纪。据K. Rajan，在泰米尔纳德邦和喀拉拉邦出土的“大量涂鸦标记和随后的泰米尔婆罗米文”表明，该地区在“公元前5-4世纪之前就有了语言上的向心趋势”。据Falk，这些所谓的明文压根就不是婆罗米系文字，而是被曲解的涂鸦符号，并不能表示语言。

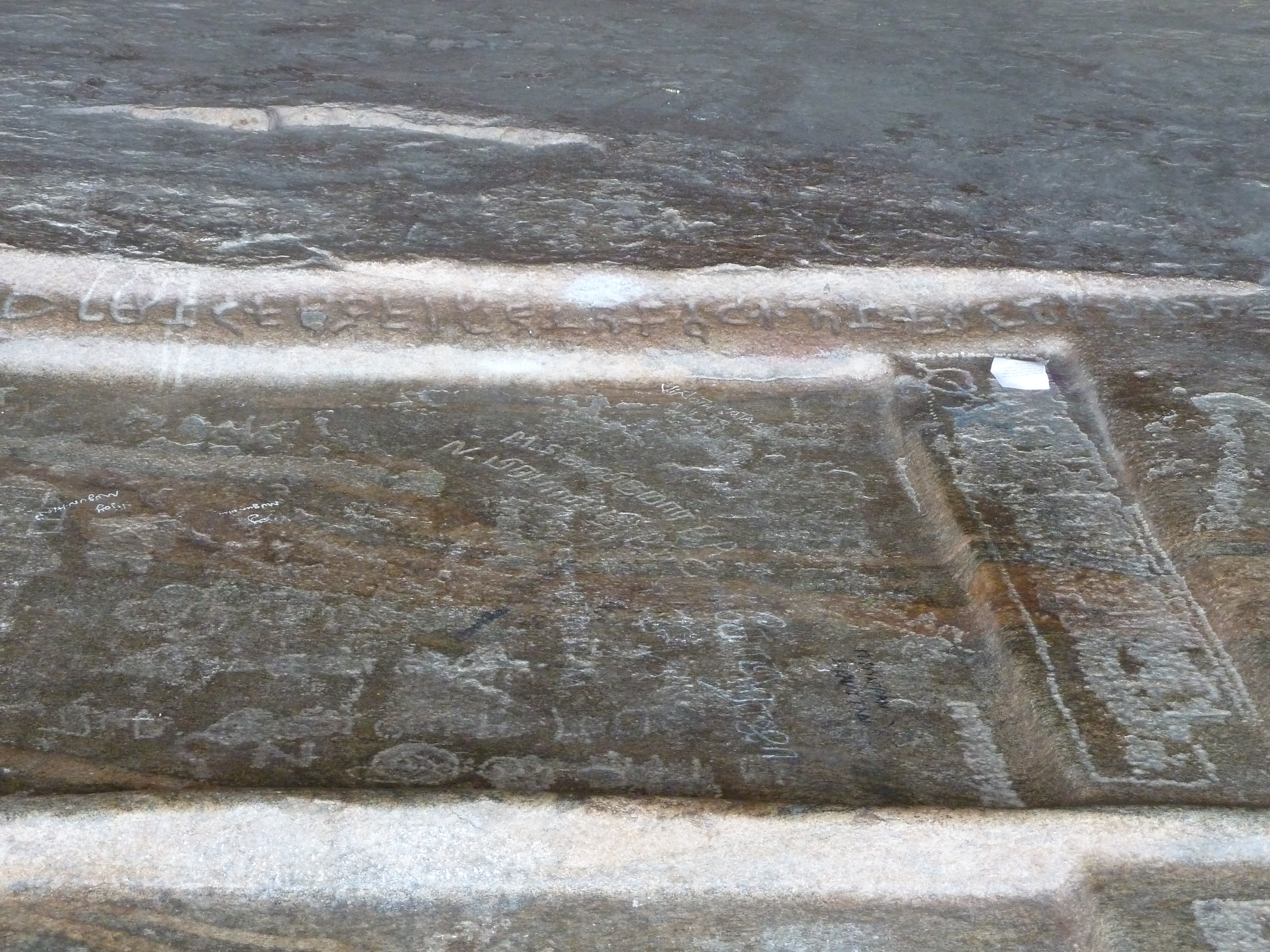
布杜戈代县Sittanavasal出土的带泰米尔婆罗米文石床

### 1990年代之前
泰米尔婆罗米文的起源和年代并不明确。金石学家Iravatham Mahadevan的观点较为流行，他认为来自印度北部的婆罗米文在阿育王统治下，经由行政手段传播到印度南部，并演化为泰米尔婆罗米文。这一理论假定婆罗米文或者来自孔雀王朝自己的发明，或者来自某种别的古文字，并在公元前3世纪之后散播到印度南部和斯里兰卡。Nagaswamy则认为，南北两支婆罗米系文字有一个本土的共同来源（原瓦泰卢杜文），他称之为婆罗米文。Richard Salomon赞同Mahadevan的理论。
据Kamil Zvelebil在1973年提出的年代学理论，最早的泰米尔婆罗米文铭文，如Mangulam遗址Netunceliyan岩壁画， 来自公元前250年左右传入泰米尔地区的阿育王婆罗米文。到公元前220年，它被依泰米尔语特征进行了改造，在公元前200到公元前50年引发了泰米尔语言的标准化和马杜赖的文学规范化。这些变化在之后的几个世纪使得口述泰米尔吟游文学文化逐渐转变为书面Sangam文学。泰米尔婆罗米文的使用一直持续到公元6世纪，证实了Zvelebil的说法。

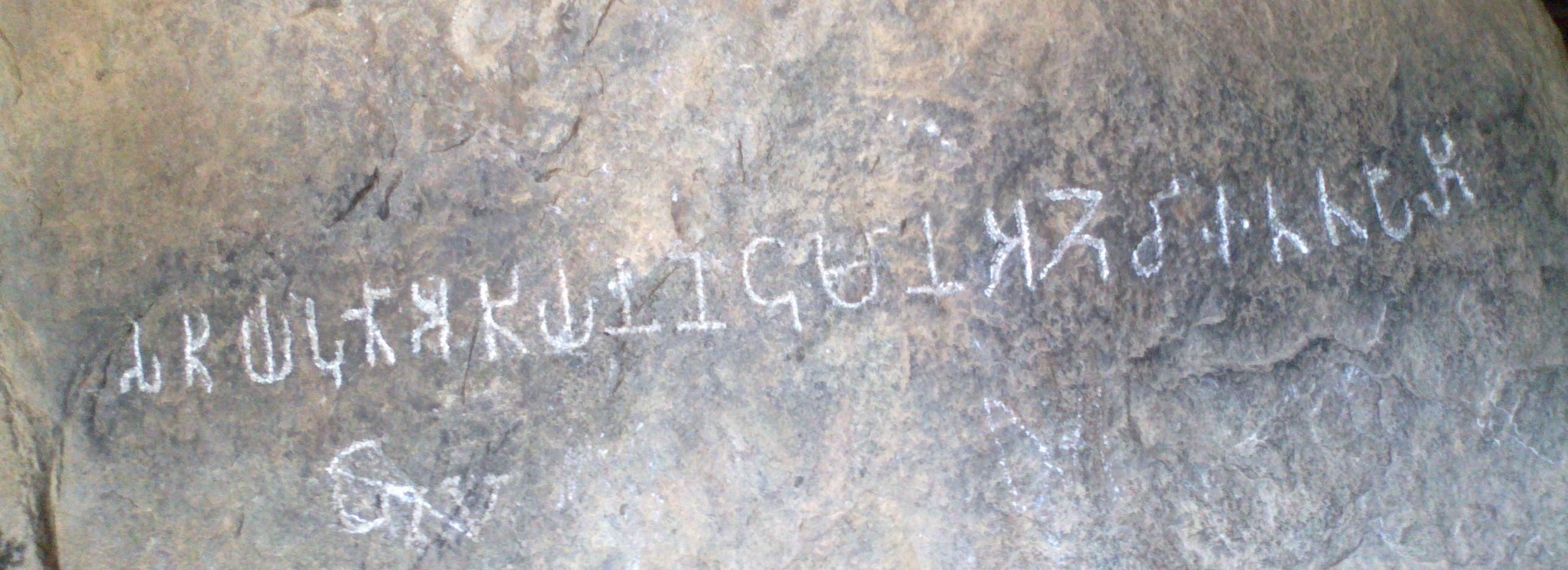
Jambai泰米尔婆罗米文铭文

### 1990年代以来关于起源的争议
1990年代以来，随着斯里兰卡等地考古遗址的发掘，阿育王之前的泰米尔婆罗米文铭文渐渐多了起来。其中包括斯里兰卡阿努拉德普勒的发现，其中有些可以追溯到公元前4世纪。Coningham等人的发现基于对出土陶片的碳定年数据，这说明斯里兰卡婆罗米文是在阿育王之前就存在的，至少公元前5世纪可能就已经传到泰米尔地区并演变为泰米尔婆罗米文了，后来又经由贸易传播到整个南亚。结合这一证据和其他一些带婆罗米文字符的黑红陶、红陶片， 斯里兰卡民族主义者认为婆罗米文是在斯里兰卡岛上发明的，后来向北传播。这一理论被古印度文字学家Harry Falk猛烈批评：首先，Coningham团队稍后承认说，他们对南半球数据进行了很重要的修正，对巴基斯坦北部的则应用了校准曲线。其次，斯里兰卡团队将缺乏陶片的下层地层的年代数据混淆给了陶片所在的上层地层。据Falk，一项对斯里兰卡婆罗米文、泰米尔婆罗米文和阿育王婆罗米文的特征比较研究发现“只有将阿育王婆罗米文视作起源，衍生出另两种文字，才能合理解释所有差异”。Falk说，声称斯里兰卡婆罗米文更古老并产生了另两种文字的说法，其背后不是学术研究而是“地区沙文主义”。
在斯里兰卡遗址中发现的涂鸦符号和婆罗米文有关，但不是泰米尔婆罗米文的字符。由泰米尔纳德邦政府赞助的考古队也在积极发掘遗址，并在当地媒体上报导了他们取得的成果，发现了带泰米尔婆罗米文的陶片和物品。例如，2011至2013年间，Rajan和Yatheeskumar发表了他们在泰米尔纳德邦Porunthal和Kodumanal的发掘结果，那里出土了大量涂鸦和带铭文陶片。与后者一同发现的稻谷和木炭样本的放射性碳定年结果为约公元前520-490年，Rajan和Yatheeskumar认为这意味着铭文也来自同一时期。Rajan根据美国一家实验室的碳14定年结果，认为泰米尔婆罗米文早在公元前490年就已经出现了，并表示“现在已经基本清楚了，阿育王并没有发明婆罗米文。一种文字的起源或演变是一个社会过程，它不可能与某个特定的个人或王朝联系在一起。”针对Rajan的发现，Harry Falk写道，发现最早的所谓铭文根本不是婆罗米字母，而是被曲解的巨石涂鸦符号，这些符号在文字诞生之前的南印度有过几个世纪的使用。据报道与陶片一同发现的马镫十分可疑，Falk认为这些报道也属于“地区沙文主义”，就像斯里兰卡人声称他们的岛屿是婆罗米文的起源地一样。据语言学家David Shulman所说，如果这些年代十分早的定年结果正确，那么向史前时期的过渡就要推到公元前4甚至5世纪，但他也同意早于阿育王的泰米尔婆罗米文十分可疑，建议人们应保持开放态度。

## 文字

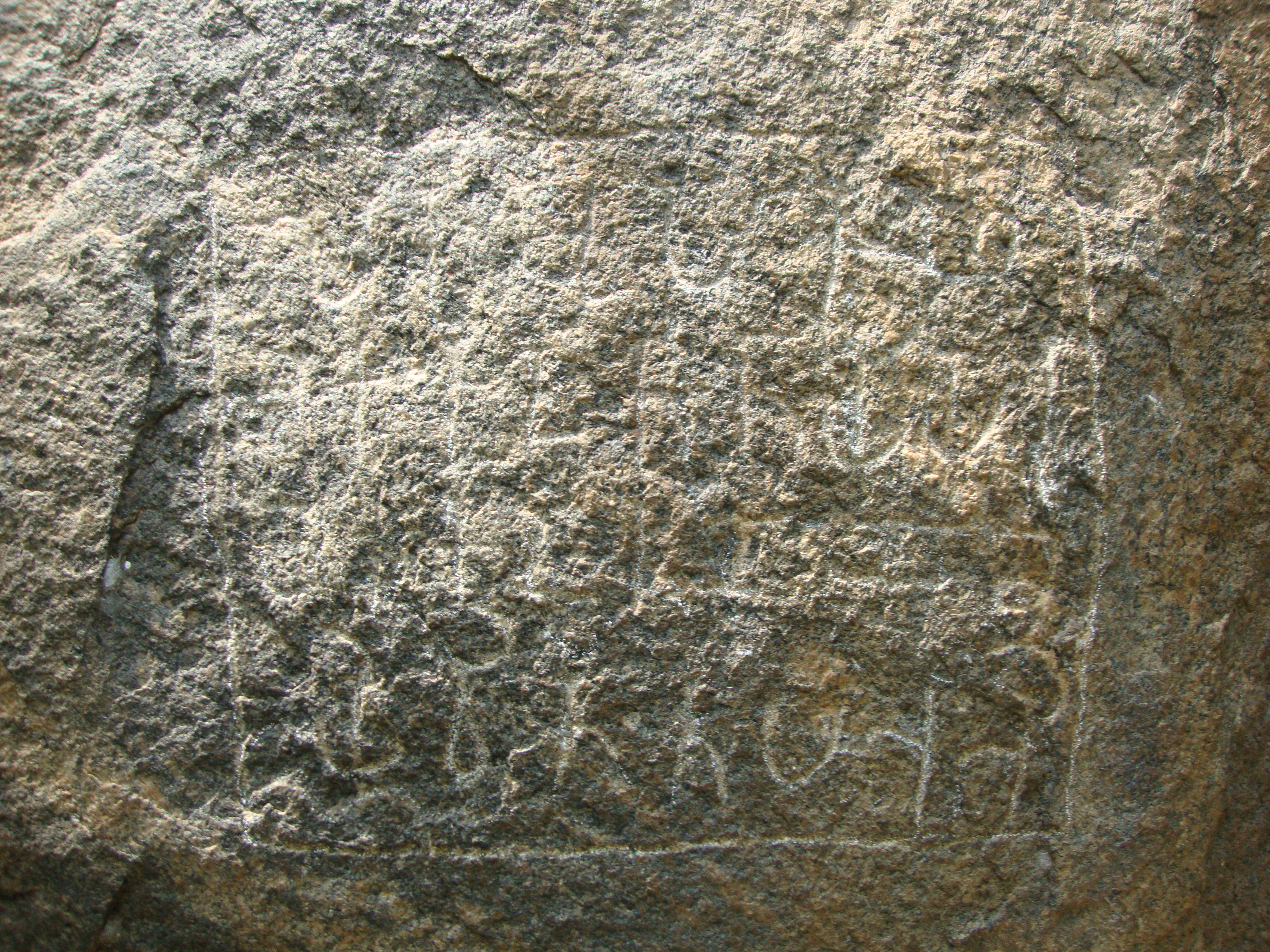
Nehanurpatti的泰米尔婆罗米文铭文

与标准婆罗米文相比，泰米尔婆罗米文十分特殊。它另外造了4个字符用以表示达罗毗荼语中有而印度北部普拉克里特诸语言中没有的音素，与泰米尔婆罗米文最相近的是相邻的僧伽罗婆罗米文，它们似乎都用相近的符号表示达罗毗荼语特有的音素，不过僧伽罗婆罗米文是用来书写斯里兰卡岛上一种印度-雅利安语支土语，可能是古吉拉特邦及印度其他地区和斯里兰卡之间的贸易带来的。
古代泰米尔语碑文中发现的泰米尔婆罗米文并不一致，从公元前2世纪到公元3世纪似乎出现过3个不同的种类。第三种被认为是早期Tolkāppiyam的基础，后来演化为现代泰米尔文。
巴提普鲁文与泰米尔婆罗米文有关，见于安得拉邦Bhattiprolu发现的佛塔舍利宝箧上的9块早期铭文。据Richard Salomon，巴提普鲁文反映了达罗毗荼语背景下的创新。巴提普鲁文和泰米尔婆罗米文共享几个创新，以表示达罗毗荼语言。Salomon称，巴提普鲁文可能来自早期南方婆罗米文的一种俗体。
据Iravatham Mahathevan的说法，这种文字的演变可分为3个阶段。早期阶段自公元前3或2世纪持续到公元前1世纪，中期阶段是公元1至2世纪，晚期阶段一直延续到3或4世纪。据Gift Siromony，泰米尔婆罗米文的类型并不遵循十分明确的时间顺序，可能会导致定年混乱。据K. Rajan，阿育王婆罗米文对应Mahadevan分期的中期阶段，据此，早期阶段可能必须从拟定的时间线中重新评定。5世纪之后，哲罗和潘地亚转用瓦泰卢杜文书写泰米尔语，朱罗王朝和帕拉瓦王朝则用古兰塔文或泰米尔文。洞床和硬币上的泰米尔婆罗米文铭文，提供了识别Sangam泰米尔语料和阿育王柱铭文中提及的一些首领的机会。

## 用途

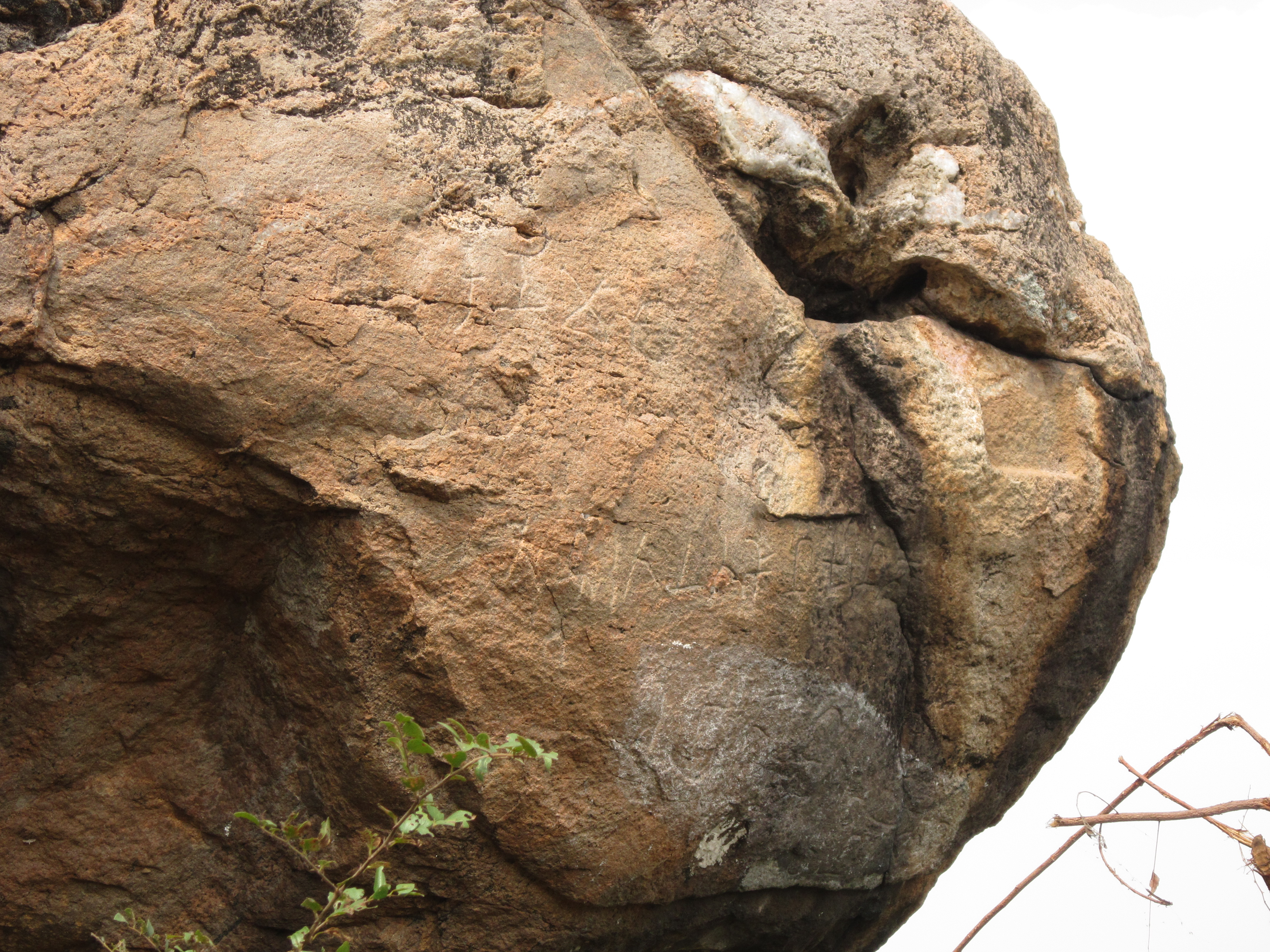
Mamandur凿岩洞的泰米尔婆罗米文

Zvelebil称，泰米尔婆罗米文铭文主要发现于古代泰米尔耆那教和佛教遗址。 据Ranjan，在泰米尔纳德邦岩洞内发现的所有泰米尔婆罗米文铭文都与耆那教有关。非宗教环境中也发现了泰米尔婆罗米文铭文，如硬币、陶片等。据Zvelebil，它可能起源于耆那教徒和佛教徒，但很快散播到国王、酋长、陶工和其他不同背景的普通人中。这可以从世俗铭文中使用的融合的泰米尔语和普拉克利特语中得到证明。

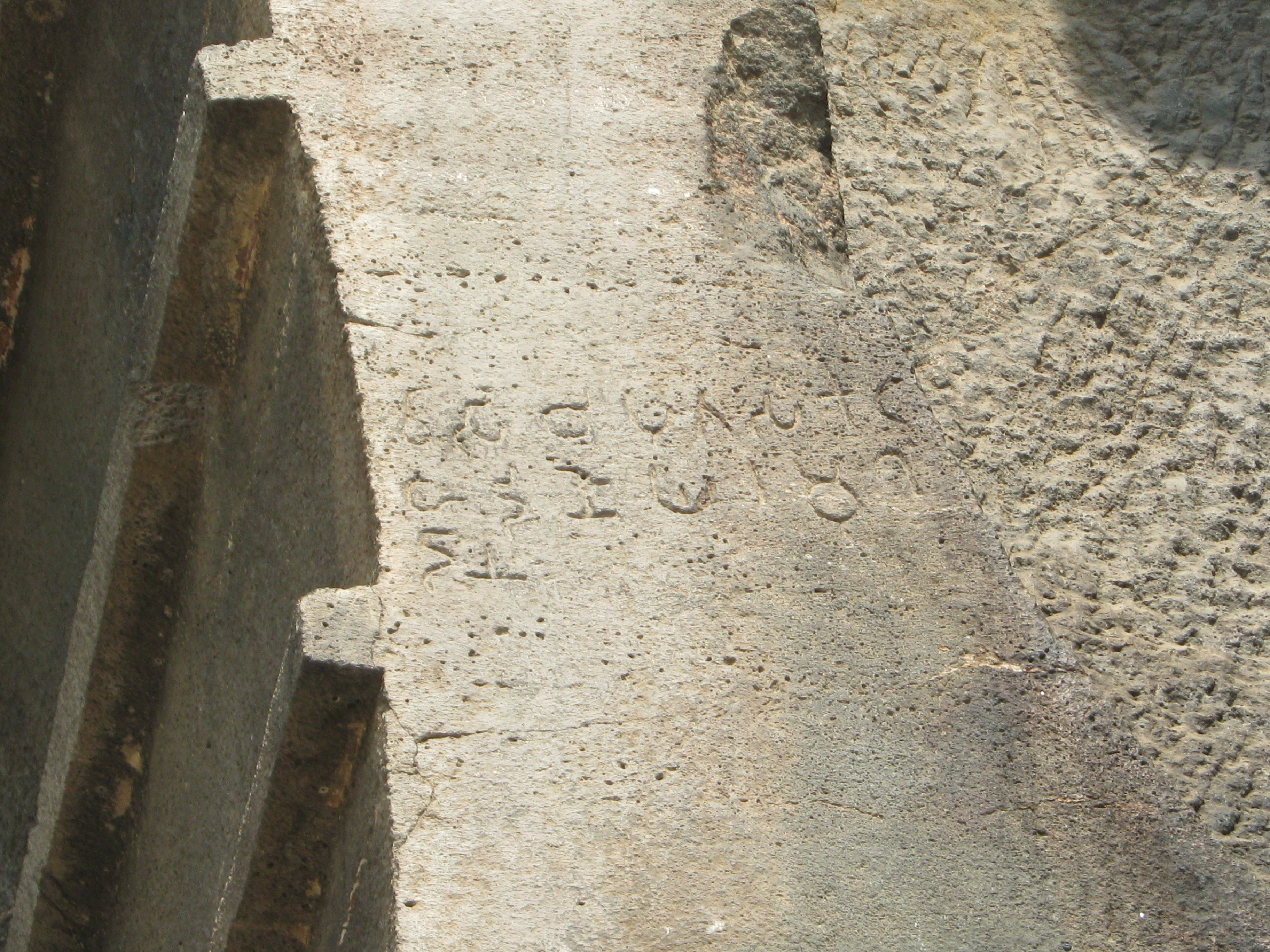
泰米尔婆罗米文洞穴铭文

据Rajan，特定的涂鸦图案可能意味着这块铭文被用于葬礼等目的。大多数宗教铭文使用的语言都显示出普拉克利特语元素和影响。洞穴和岩床上，及马杜赖附近发现的泰米尔婆罗米文铭文通常来自捐赠，专门给僧侣提供休息场所和资源。泰米尔婆罗米文铭文的其他主要用途与安得拉邦出土的相似，如在钱币上，或在提到金、糖、铁、盐和纺织品的商人的笔记、账本、合同等中。有些泰米尔婆罗米文铭文中提到了古代国王、英雄和地名，这已经成为了确定约公元前3世纪及之后的泰米尔文学和历史材料的一种重要手段。
泰米尔婆罗米文铭文的一个重要考古来源是Palghat山口和哥印拜陀之间，高韦里河沿岸直到其三角洲的一片地带。这里发现了近两百件带铭文陶器，以及很多与炼铁和珠宝制造有关的物品。这些陶器上刻有各种古印度语言，大部分是古泰米尔语，有些用婆罗米文刻着普拉克利特语言。通过古地磁分析可知，它们的年代约在公元前300-200年。它们表明，古代泰米尔地区与印度其他地区之间存在经济和文化交流。相似的写在陶片和岩石上的泰米尔婆罗米文-婆罗米文混合铭文，也见于从安得拉邦东北部Salihundam直到泰米尔纳德邦，孟加拉湾沿岸的古代近海定居点。
哥印拜陀附近的库都马纳（Kodumanal）发现了写有公元前300-200年的泰米尔婆罗米文的陶器。这些铭文大都是泰米尔语的人名（Kannan Atan, Pannan），也有些梵语人名（Varuni, Visaki）。据Mahadevan，在泰米尔纳德邦发现的碑文中，这种用北婆罗米文书写的北印度语言借词，与泰米尔婆罗米文相混着写的情况既不算正常也不算例外。这样的趋势在之后几个世纪里也存在，泰米尔人继续用古兰塔文书写梵语词。据Vimala Begley所说，最近在泰米尔纳德邦沿海的考古遗址（如Arikamedu）发现的陶片涂鸦是泰米尔婆罗米文、北婆罗米文和锡兰婆罗米文的混合体，它们写的是泰米尔语和普拉克利特语。这可能表明，古代泰米尔纳德邦是印度次大陆与其他地区的重要贸易中转站之一。

## 破译
A. C. Burnell（1874）最早尝试了南印度古文字学研究，后来K. V. Subrahmanya Aiyar（1924）、H. Krishna Sastri和K. K. Pillay等人的研究都认为这种文字书写的是早期泰米尔语，而非普拉克利特语。早期的尝试假设的普拉克利特语借词要比实际使用的多，因此破译并不完全成功。Iravatham Mahadevan在1960年代末确定这些铭文主要由泰米尔语单词组成，并发表在研讨会上。T. V. Mahalingam（1967）、R. Nagaswamy（1972）、R. Panneerselvam（1972）和M. S. Venkataswamy（1981）对此进行了进一步的阐述。